# Pectinivalva planetis
Pectinivalva planetis là một loài bướm đêm thuộc họ Nepticulidae. Nó được tìm thấy dọc theo tây nam bờ biển của New South Wales.
Sải cánh dài khoảng 5.5 mm đối với con cái.
The host plant is unknown, but probably a Myrtaceae species. Chúng có thể ăn lá nơi chúng làm tổ.